# Stanislovas Stonkus
Stanislovas "Stasys" Stonkus (Telšiai, 29 december 1931 - Kaunas, 19 februari 2012), was een Litouws voormalig professioneel basketbalspeler die twee keer zilver won op de Olympische Spelen in 1952 en 1956.

## Carrière
Stonkus speelde zijn gehele carrière bij Žalgiris Kaunas. Met die club won hij één keer het Landskampioenschap van de Sovjet-Unie in 1951. Ook werd hij tweede in 1952 en derde in 1953, 1954 en 1955. In 1953 werd hij Bekerwinnaar van de Sovjet-Unie. Stonkus kwam uit voor het nationale team van de Sovjet-Unie. Met de Sovjet-Unie won Stonkus twee keer zilver op de Olympische Spelen in 1952 en 1956. Hij werd Europees kampioenschap basketbal in 1957 en won brons in 1955. Als speler van de Litouwse SSR won hij brons op de Spartakiade van de Volkeren van de USSR in 1956. Hij stopte in 1958 met basketbal.

## Erelijst
- Landskampioen Sovjet-Unie: 1
  - Winnaar: 1951
  - Tweede: 1952
  - Derde: 1953, 1954, 1955, 1956
- Bekerwinnaar Sovjet-Unie: 1
  - Winnaar: 1953
- Olympische Spelen:
  - Zilver: 1952, 1956
- Europees Kampioenschap: 1
  - Goud: 1957
  - Brons: 1955
- Spartakiade van de Volkeren van de USSR:
  - Derde: 1956